# Millville (Massachusetts)
Millville es un pueblo ubicado en el condado de Worcester en el estado estadounidense de Massachusetts. En el Censo de 2010 tenía una población de 3190 habitantes y una densidad poblacional de 248,07 personas por km².

## Geografía
Millville se encuentra ubicado en las coordenadas 42°2′12″N 71°34′44″O / 42.03667, -71.57889. Según la Oficina del Censo de los Estados Unidos, Millville tiene una superficie total de 12.86 km², de la cual 12.71 km² corresponden a tierra firme y (1.19%) 0.15 km² es agua.

## Demografía
Según el censo de 2010, había 3.190 personas residiendo en Millville. La densidad de población era de 248,07 hab./km². De los 3190 habitantes, Millville estaba compuesto por el 97.34% blancos, el 0.47% eran afroamericanos, el 0.22% eran amerindios, el 0.91% eran asiáticos, el 0% eran isleños del Pacífico, el 0.13% eran de otras razas y el 0.94% pertenecían a dos o más razas. Del total de la población el 1.29% eran hispanos o latinos de cualquier raza.